# Nassib Arida
Les références contenues dans cet article à des textes publiés en caractères arabes ont été translittérées en caractères latins selon la norme ISO 233-2 (1993).
Nassib Arida (en arabe : نسيب عريضة), né en 1887 à Homs et mort le 25 mars 1946 à New York, fut un écrivain du Mahjar. Il étudia avec Mikhaïl Nouaïmé à l'école russe de Nazareth, puis émigra aux États-Unis en 1905. Il fonda à New York une revue d'expression arabe, Al-Funūn (signifiant « Les Arts »). Il collabora à la Ligue de la plume dont il était un des fondateurs. Son principal recueil, Al-Arwāḥ al-ḥā’iraẗ (signifiant « Les Esprits perplexes »), parut l'année de sa mort. Il a été appelé le « poète de la douleur, de la nostalgie et du doute ».